# 千曲市立更埴西中学校
千曲市立更埴西中学校（ちくましりつこうしょくにしちゅうがっこう）は、 長野県千曲市にある公立中学校。千曲市立更埴西図書館を併設。

## 所在地
- 長野県千曲市稲荷山134番地

## 沿革
- 1947年（昭和22年） 4月1日 更級郡稲荷山中学校・八幡中学校・桑原中学校開校。
- 1958年（昭和33年） 4月1日 稲荷山中学校・桑原中学校が統合し、稲荷山町立稲荷山中学校になる。
- 1961年（昭和36年） 4月1日 稲荷山中学校・八幡中学校が統合し、更埴市立西中学校となる。
- 1964年（昭和39年） 4月1日 実質統合し、新校舎へ移転。
- 1965年（昭和40年） 4月24日 体育館竣工。
- 1967年（昭和42年） 5月6日 プール起工式。
- 1969年（昭和44年） 11月24日 校門起工式。
- 1973年（昭和48年） 10月6日 実質統合10周年記念行事。
- 1983年（昭和58年） 10月2日 実質統合20周年記念行事。
- 1988年（昭和63年） 2月15日 第2音楽室落成。
- 1993年（平成5年）　3月1日 コンピューター室完成。
- 1993年（平成5年）　10月30日 実質統合30周年記念行事。
- 1997年（平成7年）　10月31日 南校舎全面改修完成。
- 1999年（平成11年） 3月16日 適応指導教室「西中たんぽぽ」が完成。
- 2000年（平成12年） 6月26日 校庭改修完了。
- 2001年（平成13年） 11月12日 第2グランド竣工。
- 2003年（平成15年） 9月1日 市町村合併に伴う校名変更、千曲市立更埴西中学校となる。
- 2003年（平成15年） 9月25日 実質統合40周年記念行事。
- 2004年（平成16年） 2月25日 コンピューターを職員室、保健室、理科準備室等に設置。
- 2004年（平成16年） 3月27日 校舎建設フォーラム「更埴西中をつくろう」を開催。
- 2006年（平成18年） 5月29日 校舎改築工事、仮設校舎での生活開始。
- 2006年（平成18年） 6月2日 南校舎お別れ式。
- 2006年（平成18年） 7月31日 第Ⅰ期工事開始。
- 2007年（平成19年） 12月 第Ⅰ期工事完成。仮設校舎から引っ越し作業。
- 2008年（平成20年） 1月8日 鍵渡し式。
- 2008年（平成20年） 4月 第Ⅱ期工事開始。
- 2008年（平成20年） 8月28日 管理特別教室棟お別れ式。9月より解体。
- 2009年（平成21年） 1月 管理特別教室棟建設開始。部室･花壇･駐輪場建設工事開始。
- 2009年（平成21年） 4月 部室･花壇･駐輪場完成。
- 2009年（平成21年） 8月 陸上・女子ソフトボール全国中学校総合体育大会出場。
- 2010年（平成22年） 3月15日 管理特別教室棟（Ⅱ期工事）完成。鍵渡し式・引っ越し作業。
- 2010年（平成22年） 4月1日 管理特別教室棟使用開始。
- 2010年（平成22年） 8月 ソフトボール全国大会出場。
- 2011年（平成23年） 4月1日 技術科教室・第1音楽室使用開始。
- 2011年（平成23年） 8月26日 新校舎竣工式。
- 2011年（平成23年） 11月4日 「教えて考えさせる授業」全県公開授業。
- 2012年（平成24年） 11月9日 「教えて考えさせる授業」全県公開授業。
- 2013年（平成25年） 9月29日 実質統合50周年記念事業。記念誌発行。
- 2013年（平成25年） 11月7日 「教えて考えさせる授業」全県公開授業。
- 2016年（平成28年） 12月21日 新校舎竣工式。
- 2017年（平成29年） 4月6日 千曲型コミュニティースクール事業開始。

## 校舎改築事業
千曲市立更埴西中学校は、1961年（昭和36年）に旧稲荷山中学校と旧八幡中学校の統合学校として建設されたが、校舎が建てられた場所が軟弱地盤であったことや、築44年が経過し老朽化が進んでいたこと、さらには、学校施設の耐震化が叫ばれていた経緯があり、2006年（平成18年）から校舎の改築に着手し、構想から15年、第1期工事着工から10年の歳月を掛け、校舎及び屋内運動場の全面建て替えが完了した。

### 改築事業の経緯
- 2001年度（平成13年～14年）、校舎等耐力度調査実施。
- 2003年（平成15年）4月、更埴市立西中学校建設委員会発足。
- 2003年度（平成15年～16年）、更埴市立西中学校改築議員連盟発足。千曲市立更埴西中学校建設基本構想作成。
- 2003年度～2004年度（平成15年～17年）、校舎改築基本設計作成。
- 2004年度（平成16年～17年）、地質調査、用地測量を実施。
- 2004年 6月～7月、ワークショップ、地元説明会を実施。
- 2005年度（平成17年～18年）、校舎改築実施設計作成。学校用地取得。
- 2005年（平成17年） 11月、仮設校舎建設。
- 2006年（平成18年） 3月、地元説明会を実施。
- 2006年（平成18年） ５～6月、旧校舎解体撤去。普通教室棟（第1期工事）着工。太陽光発電設備設置工事着工。
- 2007年（平成19年） 3月、太陽光発電設備設置工事完了。
- 2007年（平成19年） 11月、普通教室棟（第1期工事）完成。
- 2008年（平成20年） 12月、旧校舎解体撤去。管理･特別教室棟及び地域開放図書館（現:更埴西図書館）（第2期工事）着工。
- 2009年度（平成21年～22年）、学校用地取得。
- 2009年（平成22年） 2月、管理･特別教室棟及び地域開放図書館（現:更埴西図書館）（第2期工事）完成。
- 2010年（平成22年） 6月、旧校舎解体撤去。特別教室棟（第3期工事）着工。
- 2011年（平成23年） 2月、特別教室棟（第3期工事）完成。
- 2011年（平成23年） 3月、仮設校舎解体撤去。校舎周辺外構工事着工。
- 2011年（平成23年） 6月、校舎周辺外構工事完了。
- 2011年（平成23年） 7月、校舎竣工式及び内覧会開催。
- 2015年（平成27年） 10月、旧屋内運動場（体育館）解体撤去。屋内運動場着工。外構工事着工。
- 2016年（平成28年） 12月、屋内運動場完成。体育館竣工式を開催。これにより、一連の校舎改築事業が完了となる。

## 部活動

### 文化部
- 吹奏楽部
- 総合文化部

### 運動部
- 野球部
- 男子バスケットボール部
- 女子バスケットボール部
- 男子バレーボール部
- 女子バレーボール部
- 男子ハンドボール部
- 女子ハンドボール部
- ソフトテニス部
- 剣道部
- ソフトボール部
- 水泳部（現在は廃部）
- 陸上部（現在は廃部）

### 千曲坂城クラブ
令和2年9月 文部科学省等が示した方針
運動部活動の地域移行に関する提言　令和 4 年 6 月 スポーツ庁に提言
文化部活動の地域移行に関する提言　令和 4 年 8 月 文化庁に提言
により千曲市でも令和5年度から地域移行が可能な部から、少なくとも月1回程度の地域移行から始められた。令和7年度には、すべての部で、休日の部活動を地域移行するのが目標とされ段階的に移行が開始されてる。（令和6年度現在）
千曲市では少子化により廃部になった部活や人数の少ない部活が多く目立っていた。さらに学校単位の部活動では生徒・保護者の多様なニーズへの対応が困難で「もっとやりたい」「強くなりたい」「やりたいのに部がない」「楽しみたい」といった多様なニーズへの対応が難しい事が多くみられた。
⇒多様なニーズに応じる環境の整備が必要
部活動は、教育課程外でありながら教職員の献身的努力によって支えられてきた経緯があり先生の働き方の見直しにもつながる。
・平日(時間外勤務)、休日の活動への参加
・生徒、保護者のニーズへの対応
・未経験の部活動を指導せざる得ない現状があった。
⇒持続可能な環境にする必要
本校では上記の部活動ではなく千曲坂城クラブでの活動をしている生徒も多い。
また、他校や公共施設などに行っての練習も多くなり選択の幅も広がった。
参考ページ　https://sites.google.com/view/chikumasakaki-c/%E3%83%9B%E3%83%BC%E3%83%A0

## 卒業生
- 菅谷昭（医師、松本市長）
- 宮澤有紀（医師、元陸上選手）
- まり子（シンガーソングライター）